# Goniurosaurus splendens
Goniurosaurus splendens — вид геконоподібних ящірок родини еублефарових (Eublepharidae). Ендемік Японії.

## Поширення і екологія
Goniurosaurus splendens є ендеміками острова Токуносіма в архіпелазі Рюкю. Вони живуть в субтропічних лісах та в садах. Живляться дрібними безхребетними, зокрема дощовими черв'яками і личинками комах. Відкладають яйця.

## Збереження
МСОП класифікує цей вид під загрозою зникнення. Goniurosaurus splendens загрожує знищення природного середовища.